# ГЕС Різолета-Невес
ГЕС Різолета-Невес (порт. Usina Hidrelétrica Risoleta Neves) — гідроелектростанція в Бразилії на сході штату Мінас-Жерайс. Входить до складу каскаду на річці Ріо-Досі (впадає в Атлантичний океан за 80 км на північ від Віторії), знаходячись у ньому між малою ГЕС Brecha (17 МВт, працює на Піранзі — правому витоку Ріо-Досі) та ГЕС Багуарі.
У межах проєкту річку перекрили греблею з ущільненого котком бетону висотою 53 метри та довжиною 420 метрів, яка потребувала для свого спорудження 180 тис. м3 матеріалу. Вона утримує сховище з площею поверхні 2,86 км2 та об'ємом 54,4 млн м3, при цьому проєктом для даної водойми практично не передбачене коливання рівня поверхні, яка в операційному режимі повинна знаходитись на позначці 327,5 метра НРМ.
Пригреблевий машинний зал обладнали трьома турбінами типу Френсіс потужністю по 47,6 МВт, які при напорі у 48,6 метра повинні забезпечувати середньорічне виробництво на рівні 565 млн кВт·год електроенергії.
Для забезпечення природних процесів міграції риби станція обладнана системою транспортування її через греблю.